# Yasaman Aryani
Pour les articles homonymes, voir Aryani.
Yasaman Aryani est une militante iranienne pour les droits des femmes.

## Biographie
En août 2018, elle est arrêtée lors d'une manifestation à Téhéran avec d'autres militants, alors qu'elle aidait une vieille femme à terre. Accusée de « perturber l'ordre public », Yasaman a été condamnée à un an de prison, dans la prison d'Evin,. Selon les États-Unis, la prison d'Evin a commis de « graves violations des droits de l'homme » contre des opposants politiques et des critiques du gouvernement.
Lors de sa libération en février 2019, Yasaman a dénoncé sa libération anticipée comme « un spectacle » du gouvernement iranien pour promouvoir son image auprès de la communauté internationale ,.
Le 8 mars 2019, elle et sa mère, Monireh Arabshahi, sont montées à bord d'un train réservé aux femmes dans le métro de Téhéran, sans porter le foulard islamique,,,. En avril 2019, Yasaman et sa mère sont arrêtées, du fait de l'existence d'une vidéo prise d'elles sans foulard. Dans la vidéo, Yasaman évoque ses espoirs pour un avenir où les femmes seraient libres de choisir ce qu'elles porteraient, prononçant le slogan « moi sans le hijab et toi avec le hijab ». Après qu'une version de la vidéo est devenue virale, Yasaman a été arrêtée.
Yasaman et sa mère ont chacune été condamnées à 16 ans de prison, pour les motifs de « rassemblement et collusion dans des actes contre la sécurité nationale, propagande contre l’Etat » et « encouragement et soutien à la corruption [morale] et à la prostitution ». Sa peine est réduite à 9 ans de prison en février 2020.
Selon l'organisation Nobel Women's Initiative, Yasaman a été confrontée à des « conditions cauchemardesques en prison... elle a été gardée à l'isolement, on lui a refusé les appels de sa famille, et on l'a menacée d'arrêter d'autres membres de sa famille si elle ne se rétractait pas devant la caméra et exprimait ses regrets pour s'être laissée influencer par des agents étrangers ».
Amnesty International fait campagne pour sa libération,.
Le 15 février 2023 elle est libérée avec sa mère Monireh Arabshahi.